# Банерджи, Ракхал Дас
Ракхал Дас Банерджи (бенг. রাখালদাস বন্দোপাধ্যায়; 12 апреля 1885, Бахарампур — 23 мая 1930, Калькутта) — индийский археолог, историк и писатель, известный, прежде всего, как первооткрыватель древнего города Мохенджо-Даро.
Окончил Калькуттский университет, защитив в 1910 году магистерскую диссертацию по истории. В 1911—1926 гг. работал в Археологическом управлении Индии, затем преподавал в Калькуттском, а с 1928 года и до конца жизни — в Бенаресском университете.
Исследовал историю бенгальской письменности, средневековую индийскую скульптуру, монеты Древней Индии. Написал ряд учебных пособий для Калькуттского университета, в том числе «Историю Индии» (англ. History of India; 1924). Ряд книг и развёрнутых статей Банерджи посвящены отдельным историческим памятникам.
Исторический город Мохенджо-Даро был обнаружен Банерджи в 1922 году. Первооткрыватель сразу же отметил его схожесть с другим центром цивилизации долины Инда — Хараппой. Первый отчёт о раскопках был опубликован им в 1928 году.
Перу Банерджи принадлежит также около десятка исторических романов, посвящённых различным периодам индийской истории.